# Копылово (городской округ Клин)
Копылово — деревня в городском округе Клин Московской области России. До 2017 года входила в состав сельского поселения Воздвиженское.
Расположена на автодороге, соединяющей дороги Р107 и Московское большое кольцо, между селом Воздвиженским и рабочим посёлком Решетниково. Практически со всех сторон деревню окружает смешанный лес на расстоянии 1—3 км.
К западу от деревни находится национальный парк Завидово.
Через деревню проходят автобусные маршруты № 34 и 39, связывающие её с железнодорожной станцией «Решетниково», городом Клином (авто- и ж/д вокзалы), городом Высоковском, сёлами Спас-Заулок и Воздвиженским, а также посёлком Туркмен.

## Население
| 2002 | 2006 | 2010 |
| ---- | ---- | ---- |
| 44   | ↘40  | ↘28  |